# الحجيرة (المكلا)

تعديل مصدري - تعديل

الحجيرة هي إحدى قرى عزلة المكلا بمديرية المكلا التابعة لمحافظة حضرموت، بلغ تعداد سكانها 314 نسمة حسب تعداد اليمن لعام 2004.